# 2019년 에콰도르 지진
2019년 에콰도르 지진은 2019년 2월 22일 에콰도르의 파스타사주 동부에서 일어난 모멘트 규모 Mw7.5의 지진이다. 진원 깊이는 145.0km의 판에서 약간 깊은 지역에서 일어난 중발지진이며 최대 진도는 수정 메르칼리 진도 계급(MMI)로 VII이다.
지진의 진동은 에콰도르의 수도인 키토와 제1도시 과야킬에서도 느껴질 정도로 광범위했다. 지진으로 집 창문이 깨지고 담이 무너지는 등 약간의 피해가 보고되었다. 1명이 심장마비로 사망하고 9명이 부상을 입었다.